# Papež Pij XI.
Papež Pij XI. (latinsko Papa Pius Undecimus), rojen kot Ambrogio Damiano Achille Ratti, je bil italijanski rimskokatoliški duhovnik, nadškof, apostolski nuncij, kardinal in papež; * 31. maj 1857, Desio (Lombardija Lombardsko-beneško kraljestvo, Avstrijsko cesarstvo – danes Italija), † 10. februar 1939 Vatikan (Apostolska palača).
Papež je bil od 6. februarja 1922 do svoje smrti 10. februarja 1939. Bil je peti in zadnji papež, ki je kot »vatikanski ujetnik« živel v Vatikanu; vse do podpisa Lateranskih sporazumov 11. februarja 1929, ko je bilo rešeno Rimsko vprašanje in je Vatikan postal samostojna država, papež pa njegov vrhovni poglavar. Znan je predvsem po svojih okrožnicah o družini, zoper nacizem in komunizem.

## Življenjepis

### Rodovnik
Pij XI. je rodom brianški papež, rojen v Desiu 31. maja 1857. Brianza je področje v Lombardiji med mestom Milanom in jezerom Comom s svojim posebnim narečjem. Njegova starša izhajata pravzaprav iz naselja Ceppetto pri Rogenu; v Desio sta se preselila komaj tri mesece pred rojstvom prihodnjega papeža. V Rogenu sta pokopana njegova starša, sestra Camilla in brat Edoardo. Grob svojih dragih je Ahil Ratti obiskoval skoraj tedensko. Na kraju tedna, kolikor mu je dopuščalo apostolsko škofovsko delo, je prihajal z vlakom iz Milana. Sešel je s postaje Merone, od koder ga je vedno kdo spremljal. Ko je njegov bratranec Rodolfo Ratti postal župnik v Moiana-Meronu (1902-1913), je spal v njegovem župnišču, kjer ga je vedno čakala pripravljena soba, ki so ji domači pravili kar “la stanza di don Achille”. V tem kraju je živelo tudi nekaj njegovih sorodnikov, ki jih je rad obiskoval.
Oče papeža Pija XI. je bil prodajalec svile in predilničar Francesco Antonio Ratti (1823-1881); njegov dedek Ambrogio Giovanni Gabriele Carlo Ratti (1796-1879); pradedek Antonio Ratti (*1756), prapradedek Carlo-Ambrogio Ratti (*1728); praprapradedek Carlo Francesco Ratti (*1691), prapraprababica Catarina Gerosa (*1695). Babica po očetu je bila Teresa Corti (1797-1880), praprababica po očetu pa Catarina Molte (*1744). Papeževa mati je bila Angela Teresa Galli (1832-1918); papežev dedek po materi Giacomo Galli, babica Regina Cova.
Rodilo se jima je pet otrok:
1. Carlo Ambrogio Damiano  (1853-1906); se je poročil 30. decembra 1880 z Marijo (Maria) Sabadini (1858-1936);
2. Carlo Luigi Fermo (1854-1929) poročen 16. februarja 1882 z Ernesto Caminada (1861-1950)
3. Edoardo Achille Augusto  (1855-1900);
4. Ambrogio Damiano Achille – poznejši papež Pij XI. (1857-1939);
5. Maria Regina Teresita Camilla (1861-1946).[8]

### Mladost in študijska leta
Papež Pij XI. je bil rojen 31. marca 1857 v Desiu, takrat industrijskem trgu z 10 tisoč prebivalci med Monzo in Comom  - 18 km od Milana - kot četrti otrok v dobro stoječi meščanski družini očetu Frančišku (Francesco) plemenitega porekla in materi Tereziji (Teresa r. Galli). 1. junija 1857 so ga krstili z imeni Ambrogio, Damiano, Achille. Oče, ravnatelj svilopredilnice, je ob svoji smrti (4. julija 1881) bil lastnik in solastnik svilopredilnic Gadda in Pertusella.
Trgovec s svilo je bil tudi njegov brat, eden izmed nečakov inženir – več sorodnikov pa je zavzemalo ugledne cerkvene položaje. Klicali so ga za Ahila; njegov patron sv. Ahil je bil škof v Spoletu. Čeprav je papež Pij XI. že kot deček silno ljubil različen šport, je vendar bil tako vnet za učenje, da je bil vedno prvi v šoli.
Že v otroški dobi je nanj vplival stric Damiano Ratti, prošt v Assu. Njegov prijatelj, milanski nadškof Nazari, je sprejel 5. novembra 1867 desetletnega dečka v škofijsko semenišče San Pietro Martire v Sevesu, 22 km oddaljenem od Milana; po uspešno končani srednji šoli je vstopil v bogoslovje.
Po tretjem letniku je kot diakon nadaljeval študije v lombardskem zavodu v Rimu, kjer mu je mašniško posvečenje v Lateranski baziliki podelil 20. decembra 1879 kardinal La Valletta, a novo mašo je pel v rimski baziliki San Carlo al Corso. Dosegel je tri akademske naslove: na Sapienzi je doktoriral iz bogoslovja, na Gregoriani iz cerkvenega prava, a na Tomaževi akademiji iz modroslovja.
Achilla Rattija opisujejo kot postavnega mladeniča, plavolasega, srednje velikosti in krepke postave. Govoril je počasi in premišljeno, bil je miren in uglajen v svojem celotnem nastopu – značilen predstavnik Lombardov, razločno različnih od Italijanov srednjega in južnega Polotoka.

### Predavatelj in knjižničar v Milanu
Njegova prva služba je bila v milanskem semenišču, kjer je bil profesor govorništva in dogmatike. Bil je kaplan v ženskem samostanu Nostra Signora del Cenacolo, kjer so nune skrbele za reveže in zapuščene. V tem samostanu so se zbirali tudi dimnikarski vajenci, katere je samostanski kaplan poučeval v krščanskem nauku ter delal pri njihovih prireditvah. Da bi se z nekaterimi od njih lahko pogovarjal v domačem jeziku, se je priučil nemščine. 1883 je ustanovil društvo katoliških učiteljic. Poleg tega je bil voditelj več drugih društev. 1888 je bil kot »učenjak« (»dottore«) dodeljen znameniti Ambrozijanski knjižnici. Posvečal se je vneto dušnemu pastirstvu, obanem pa s prek 70 spisov sodeloval v raznih znanstvenih časopisih:  Archivio storico lombardo , Rendiconti dell’Istituto lombardo di scienze e lettere  in Giornale storico della letteratura italiana . Njegovi prispevki odsevajo izredno poznanje jezikov in starinoslovja, kakor tudi široko zgodovinsko in modroslovno izobrazbo. 1907 je postal ravnatelj Ambrosiane.
V knjižnici Biblioteca Ambrosiana se je posvetil študiju cerkvene, zlasti lombardske zgodovine. Objavil je Acta ecclesiae Mediolanensis in Liber diurnus Romanorum pontificorum (na temelju rokopisa iz Bobbia iz IX. st., ki ga hrani Ambrosiana), ter Missale duplex. Posodobil je knjižnico, obnovil 1906 stare sobane Pinakoteke, preuredil antični Museo Settala, ustanovil fotografski kabinet ter restavratorsko delavnico; oskrbel je knjižnico s protipožarnimi napravami. 1907 je objavil vodič Guida sommaria per il visitatore della Biblioteca Ambrosiana e delle collezioni annesse.
Novembra 1911 je bil imenovan za podravnatelja Vatikanske knjižnice, kamor pa se je preselil šele med vojsko, ko je s 1. septembrom 1914 bil imenovan za njenega upravnika. Postal je redni član pri Accademia Romana di archeologia in kanonik pri Sv. Petru. Kljub težavnim medvojnim razmeram si je prizadeval sestaviti splošen poenoten seznam tiskanih knjig in preureditev rokopisnih zbirk, zlasti tistih, ki so bile potrebne popravila in obnove.

#### Srečanje z don Boskom
Jeseni 1883 je kot mlad duhovnik odšel obiskat svetega Janeza Boska v njegov prvi turinski oratorij Valdocco; ko je hotel oditi, ga je veliki vzgojitelj zadržal: »Ostanite, bo koristilo Vam in nam.« Tako je jedel skupaj z don Boskom za isto mizo, skrbno opazoval njegovo delo, ter odšel poln spominov, ki so se mu vrezali v dušo za vse življenje in se je pred drugimi rad pohvalil, da je imel srečo srečati se s svetnikom. Večkrat je o skromnem turinskem duhovniku občudovaje govoril, zlasti ko je postal papež.
Kaj pa je bil glavni povod Ahilovega obiska? Neki mladi obrtnik, ki ga je pred nekaj tedni priporočil don Bosku, je od domotožja pobegnil iz oratorija. »Silno mi je hudo, da sem napravil s tem na vas tako slab vtis. V opravičilo mu služi, da ni ravno nadarjen«. Don Bosko pa mu je smeje se dejal: »V teh okoliščinah je ravno nasprotno dokazal svojo bistroumnost. Boste videli, da si bo v življenju znal izkrčiti svojo pot.« Don Ratti je bil sicer drugačnega mnenja, vendar mu je bilo všeč don Boskovo neomajno zaupanje v mlade; prihodnost je »očetu in učitelju mladine«  dala prav.
Don Ahila, ki je dobival prve izkušnje v knjižnici Ambrosiana v Milanu, je zanimala predvsem ureditev tiskarske šole v oratoriju in sploh delovanje obrtnih šol. Ko sta se pri kosilu zopet srečala, je Ahil dejal: »Vidi mirabilia hodie«. Občudoval je velik in pameten napredek v tiskarski umetnosti, ki je izkoristila najsodobnejše strojniške izume, na kar je don Bosko smeje se dejal: »V teh rečeh hoče biti don Bosko vedno na čelu napredka.« Papež je še mnogo let po srečanju omenil, da je svetnik glede tiskanega in knjižnega apostolata želel vse prekostiti. »To so bile njegove prednostne ustanove, ki so predstavljale njegov plemeniti ponos.«
Ob slovesu je gost hotel izraziti svoje veliko zadovoljstvo nad tolikim gostoljubjem še s tem, da bi izročil don Bosku dar za njegove ustanove, kar pa je svetnik proti svoji navadi odločno zavrnil: “Vi boste naši družbi lahko koristili na drugačen način!” Kakor koli že kdo razlaga te besede, Achille Ratti je odslej na vse možne načine podpiral don Boskove ustanove in postopek za njegovo prištetje k blaženim in svetim.
Pri postopku za beatifikacijo so namreč nastale nepremostljive težave. Ko je postal papež, ni štedil truda in sredstev, da bi postopek spravil z mrtve točke, saj je imel odgovore iz prve roke. Na očitek, »kdaj je don Bosko sredi stalnega dela molil?«, je kardinalom odgovoril: »Kdaj pa ni molil? Saj je bilo vse njegovo delo ena sama molitev.« Kanonizacijo je postavil za sam sklep Svetega leta, na Veliko noč, 1. aprila 1934. Njegov praznik je razširil na vesoljno Cerkev. Po pravici so ga imenovali »Don Boskov papež«.

#### Izhodišče za rešitevRimskega vprašanja
Med Rattijevim obiskom je prišlo na vrsto tudi Rimsko vprašanje, ki je takrat znova postalo pereče; pogovor z don Boskom mu je dal zamisel za njegovo rešitev.
Don Boska je hudo bolelo nesoglasje, ki je ločevalo italijansko državo od Cerkve. Ravno v tistem času je glede zadeve ameriški dopisnik »New York Herald«-a obiskal Kvirinal in Vatikan, kar je znova spodbudilo žive razprave o tem še ne rešenem vprašanju. K temu je prispevalo tudi odprto pismo, ki ga je poslal Rendu Bonghiju glede tega perečega vprašanja. Don Ratti je opazil, kako si don Bosko sicer srčno želi spravo, vendar “ne takšno, s katero so mnogi takratniki sanjarili, mešali in begali,” ampak na način, ki bo zagotovil čast Božjo, čast Cerkve in blagor duš. Don Boska je “žalostila tolikšna kršitev pravic Cerkve in Svetega sedeža, kakor tudi napačen način, ki so ga nepotrebno izbrali takratni oblastniki s teptanjem najsvetejših pravic.” Obenem je “prosil od Boga in od ljudi kako zdravilo za tako nesrečo, da bi se po pravičnosti vrnila mir in sloga.”  Don Bosko je torej menil, da je na prvem mestu zveličanje duš, in da bi se priklonil tudi hudiču, če bi mu omogočil rešiti eno samo dušo. V zvezi s tem je pozneje Ahil dejal, da bi sklenil pogodbo tudi s hudičem, če bi bilo to v zveličanje duš, in to ga je vodilo tudi pri sklepanju raznih pogodb, konkordatov in sporazumov.
Pij XI. je v okrožnici Quinquagesimo ante anno z dne 23. decembra 1929 navajal tolažbe, ki jih je doživljal ob svojem zlatem duhovniškem svetoletnem jubileju, in mednje prišteval tudi don Boskovo beatifikacijo:
»Med tem obiskom v Baziliki sv. Petra (2. junija 1929 ob don Boskovi beatifikaciji) smo doživeli poseben Božji dar, da je bil prvi, ki smo ga oklicali z nebeškimi častmi po srečno doseženi tako želeni spravi s kraljevino Italijo ravno Janez Bosko. On je hudo obžaloval prekršene pravice Apostolskega sedeža; večkrat si je prizadeval, da bi se te pravice obnovile, in da bi se prijateljsko rešilo to žalostno nesoglasje, zaradi katerega je bila Italija oropana očetovskega objema.«
»Minilo je že 46 let, pa se nam zdi kot včeraj, celo danes, da ga gledamo še vedno takega, kot smo ga tedaj gledali in poslušali, pod njegovo streho in za njegovo mizo; večkrat smo imeli srečo, da smo z njim dolgo razpravljali, čeprav je bil stalno neopisljivo zaposlen.« To prijateljstvo je Pij XI. stalno podoživljal. Papežu je ugajalo zlasti dejstvo, da ni bil le med don Boskovimi občudovalci, ampak tudi “med njegovimi osebnimi poznavalci, med tistimi,ki jim je izkazoval on sam svoja živa in očetovska znamenja dobrohotnosti in očetovskega prijateljstva, kakor lahko obstajajo med slavnim duhovniškim veteranom katoliškega apostolata in mladim duhovnikom.”

#### Planinec –  hribolazec
Z Ahilovim imenom je povezan tudi trg Asso (danes z okrog tri tisoč petsto prebivalci). Ko je tam postal župnik njegov stric Damiano Ratti (1860-1891), je Ahil pri njem preživljal počitnice kot semeniščnik, pa tudi kot mlad duhovnik. 1913 je postal prošt tukaj njegov bratranec Rodolfo Ratti, s katerim je Ahil imel vedno odlično spoštljive in zaupne odnose. Ko je postal papež, ga je imenoval za prelata; ta naslov je dovolil vsem prihodnjim tamkajšnjim proštom. Iz Assa se je začel odpravljat na prve planinske pohode na San Primo, Palanzone, Grigno – da bi od njih prešel na bolj zahtevne vršace: Rosa, Cervino (Matterhorn) in Mont Blanc.
Eno strast – danes bi rekli odvisnost – je imel torej Ahil, mož drugače skrajno umirjen in vajen trde samozataje, kar se izraža tudi v geslu, ki si ga je izbral kot škof: Raptim transit — Hitro mine... Ahil Ratti je iz vse duše ljubil planine. Že zgodaj se je vpisal v Italijansko planinsko društvo in bil eden najizkušenejših, najvztrajnejših in najdrznejših italijanskih planincev. Za vsako turo se je vestno in temeljito pripravil: študiral je geologijo in zemljevide ter se opremil z vsem, karkoli potrebuje pravi planinec. Po naravi je bil obdarovan z lastnostmi, ki so potrebne planincu: vnemo, pogumom in hladnokrvnostjo. Na gore ga je običajno spremljal msgr. Graselli, rektor zavoda Sv. Karla v Milanu. Prebila sta mnogo smrtnih nevarnosti, a so se vse srečno rešile. Njegove dogodivščine so v občudovanje, ne v posnemanje. Tako je Rattiju na ledeniku della Tribolazione zdrknila iz rok vrv in je takorekoč za las obvisel na robu strašnega prepada; vendar je imel dovolj prisebnosti, da je v naslednjem trenutku vrv zopet ujel.
Znamenita je bila Rattijeva tura prek Monte Rose 1889. Prenočiti so morali dve strašni noči na ledeniku 4600 m visoko, na robu stene. Kljub temu je Ratti že dva dni po tej turi sam šel na Matterhorn, kjer ga je zopet prehitela noč in je moral zopet prenočiti na prostem. Pozneje je pisal, da mu ni bilo do spanja, saj je ponoči užival pogled na zvezde, ob zarji pa na vstajanje ožarjenih vršacev. Prihodnje leto je šel Ratti na Mont Blanc (4810) in se vrnil čez ledenik Dôme, kar do takrat pred njim še ni nihče poskušal.
Zanimivo bi bilo navajanje Ahilovih najpomembnejših podvigov v njegovi »alpinistični karieri«:
1. Legnone in Grigna Settentrionale (1886);
2. Piccolo Cervino in Eggishorn (1887);
3. Gran Paradiso, Levanne in Presolana (1888);
4. Monviso in Argentera (1892);
5. Col d'Olen in Punta Gnifetti (1894);
6. Pizzo Bianco (1895);
7. Marmolada (1904).

Zlati leti pa sta bili 1889 in 1890, ko je dosegel prihodnji papež svoje največje vzpone. Italijansko planinsko društvo – Club Alpino Italiano – je bilo ustanovljeno 1863; Achille Ratti se je v Milanski odsek včlanil 1888, kjer je bil tudi v upravnem odboru 1890. Tudi odsek v Desiu je imenoval takratnega nuncija na Poljskem za svojega častnega člana, za kar se je vljudno zahvalil predsedniku Carlu Bosiu s pismom, ki ga čuvajo kot dragocen spomin. Omenimo še, da ga je celo znameniti britanski Alpine Club 1922 vključil med svoje častne člane, ker je osvojil štiri najvišje vrhove v Alpah. Na to je odgovoril po državnem tajniku Gasparriju za »tako občuteno in vljudno zamisel«, ki je v papežu zbudila »spomin na lepe minule čase«. Vse to je opisano v takratnem Alpine Journal, a on se teh doživljajev takole spominja:
»V primeri s tem, kar sem lepega doživel tam doli, je bil v mojem življenju najlepši trenutek, ko sem bil na najvišjem vrhu Monte Rose, ki sem ga osvojil iz smeri Macugnage: popolnoma sem se predal uživanju, ko sem opazoval porajanje novega dneva.« Njegovo hribolasko delovanje je trajalo vse do 1913.
O svojih podvigih je redno poročal v planinska glasila. Med spuščanjem po vzhodni steni Monte Rosa je vodič Gadin, ki je bil na čelu naveze, malo zaostal na izredno nevarnem prehodu. Ahil, ki je bil takoj za njim, je neučakano vprašal, čemu ta zamuda. Vodič, ki se je v pomembnih trenutkih izražal francosko, mu je mirno, pa odločno odgovoril – kar odseva nevarnost okoliščin: 
| Francoski izvirnik                                                    | Slovenski prevod                                      |
| --------------------------------------------------------------------- | ----------------------------------------------------- |
| "Monsieur, je vous en prie, ne parlez pas, cela me dérange l'èsprit!" | "Gospod, prosim vas, ne govorite, da me ne zmotite!". |

Pij XI. tudi kot papež ni nikoli pozabil na svoje mladostno planinarjenje. 16. aprila 1934 je v avdienco sprejel čez dvesto vodičev in trideset tisoč hribolazcev. Izrečene besede so izražale človeško prijateljstvo in sodeležnost pri skupni strasti; srečanje se je zelo podaljšalo, kar je bilo nenavadno pri papežu, ki je bil na glasu po švicarski natančnosti.
Še pomembnejše in slovesnejše so besede, ki jih nahajamo v apostolskem pismo z dne 20. avgusta 1923 "Quod sancti" o sv. Bernardu Mentonskem (1020-1081), ki ga je ob tej priložnosti razglasil za zavetnika planincev in hribolazcev. V njem poudarja, da je v višinah čistejši zrak in da se obnavljajo telesne in duševne sile; ko zremo veličastno lepoto gorskih prizorov, se duša lahko dviguje k Bogu, stvarniku in gospodarju narave.

### Apostolski nuncij
1918 je postavil papež Benedikt XV. Ahila za apostolskega vizitatorja na Poljskem, v državi, ki je bila obnovljena po tretji delitvi med Rusijo, Prusijo in Avstrijo 1795. Oktobra 1918 je papež Benedikt kot prvi vladar čestital poljskemu ljudstvu na obnovi neodvisnosti. Marca 1919 je imenoval deset novih škofov in povišal Rattija za papeškega nuncija. 6. junija 1919 je bil imenovan za nuncija na Poljskem, 3. julija 1919 pa za naslovnega nadškofa Naupactusa; škofovsko posvečenje je prejel 28. oktobra istega leta. Za škofovsko geslo si je izbral svetopisemske besede: "Raptim transit" - "Hitro mine" (Job 6,15).
1918 ga je poslal papež še med divjanjem vojne na Poljsko, da uredi cerkvene razmere in šele, ko je postala Poljska samostojna, je postal Ahil Ratti apostolski nuncij v Varšavi, glavnem mestu Poljske, obenem pa naslovni škof Lepantski. Njegovo delovanje na Poljskem je bilo vzorno in energično. Dosegel je, da so v ustavo sprejeli mnogo ugodnosti za uspešen razvoj katoliške Cerkve na Poljskem, razdrapane cerkvene razmere je hitro uredil in nastavil 18 novih škofov.

Ni pa vse potekalo brez zapletov; grajal je na primer poljske oblasti zaradi preganjanja litovske in ukrajinske grškokatoliške duhovščine. Med boljševiškim napredovanjem proti Varšavi avgusta 1920 je papež naročil po vsem svetu javne molitve za Poljsko; Ratti je bil pa edini tuj diplomat, ki ni hotel zapustiti mesta in je dajal moralno oporo branilcem. Benedikt XV. je 11. junija 1921 zaprosil Rattija, naj posreduje poljskim škofom njegovo sporočilo, v katerem opozarja na politično zlorabo duhovne moči in ponovno poziva k miroljubnemu sožitju s sosednjimi ljudstvi ter navaja, da ima "ljubezen do države svoje meje v pravičnosti in dolžnostih".
Ratti je vzljubil Poljake in je nameraval delovati v prid Poljski z graditvijo mostov do dobronamernih ljudi tudi v Rusiji; dejal je, da je pripravljen zanje celo svojo kri preliti. Benedikt pa ga je hotel živega diplomata in mu je zato prepovedal potovanje tja, čeprav je uradno bil delegat za Rusijo; poleg tega njegovi takratni stiki z Rusi niso bili všeč Poljakom. Papež ga je poslal nato v Šlezijo, da bi preprečil politično delovanje duhovnikov, pa tudi da bi bil nepristranski opazovalec plebiscita; pa se je zameril tako Nemcem kot Poljakom: »Ko se je pošteno trudil, da bi se pokazal prijatelja Poljske, je Varšava zahtevala njegov odpoklic«. Kot pravičen mož pa je grajal tudi poljsko narodnostno nestrpnost in preganjanje manjšin, ki so sestavljale kar 31% nove poljske države - kar pa seveda ni naletelo na ugoden odmev.

### Milanski nadškof in kardinal
13. junija 1921 ga je imenoval Benedikt XV. za kardinala, obenem pa za nadškofa v Milanu, kjer je pa vodil svojo rojstno nadškofijo samo dobrega pol leta.
Pri svojem prihodu v Milano je med drugim omenil pomen papeža: »Za nas Italijane je papež med drugim skrben in iskren prijatelj Italije, za katero je on prav tako molil in jo pozdravil kot zibelko vseh plemičev. Zlasti v tujini lahko opazimo in otipamo z rokami, kako zelo je papež največji okras Italije: zavoljo njega milijoni katoličanov gledajo na Italijo kot na svojo drugo domovino; zavoljo njega je Rim glavno mesto sveta. Mi, italijanski katoliki, ki ga imamo v svoji sredi po Božji previdnosti, smo zanj odgovorni pred katoličani vsega sveta.« Take besede so na Kvirinalu radi slišali. Zato ne čudi, da ga je ob njegovi izvolitvi za papeža prvič tudi na Trgu svetega Petra pod njegovimi sobanami pozdravil oddelek italijanske vojske s častnim strelom.
V škofijskem grbu je imel tri podgane, namigujoč na svoj priimek Ratti (ratto=podgana), a geslo „Raptim transit“ ("Hitro mine, Hitro teče" - potok, čas). Ko je postal papež, si je namesto podgan privzel v grb tri rdeče krogle, za geslo pa „Pax Christi in Regno Christi“; orel pa je ostal isti.
Z mladostnim zagonom se je lotil dela v obsežni škofiji. V malo mesecih, ko je bil škof v Milanu (od marca 1921 do januarja 1922), se je podajal – kadar je le bilo mogoče – v Rogeno, da bi maševal za svoje rajne starše in je povabil tudi sosednje župnike. Na mamo in ata je bil zelo navezan; zadnje dneve januarja, nekaj ur pred odhodom v konklave, kjer so ga izvolili na papeški prestol, se je kardinal Ratti podal v Rogeno na njun grob. Faranom, ki so se zbrali v pozdrav, je dejal: »Prišel sem molit in pozdravit moje drage. Morebiti je to zadnjič.« In je res bilo.

## Papež

### Izvolitev
2. februarja 1922 je 53 od 60 kardinalov vstopilo v konklave. Papabilis je bil državni sekretar pri Piju X. Merry del Val, pa tudi pizanski kardinal Maffi – ki je bil papabilis že 1914; glasove pa sta začela pridobivati beneški patriarh La Fontaine in predhodnikov državni sekretar Gasparri. Zbor sta torej sestavljali dve skupini: konservativni je bil na čelu Merry del Val, napredni pa Gasparri; četrtega dne pa je bil izvoljen za papeža sporazumni kandidat – Achille Ratti. Začenši s štirimi je končno prejel 42 glasov od 53 navzočih kardinalov, največ s podporo Gasparrijeve skupine. Za papeža je bil izvoljen v štirinajstem glasovanju v ponedeljek, 6. februarja 1922, okrog 11h, v 14. volitvnem krogu.
Madžarski primas, kardinal Csernoch, okrog katerega se je zbralo nekaj njegovih kolegov, je slikovito raztolmačil ta dogodek takole: »Sedaj smo vodili kardinala Rattija skozi štirinajst postaj križevega pota in ga pustili zdaj na Kalvarijskem griču samega.« Sam, s sklonjeno glavo, vendar sedeč pokončno, se je zbiral kardinal Ratti. Drugi kardinali so zapustili svoja mesta in obdali kandidata svojega izbora. V imenu kardinalskega zbora izgovarja sedaj kardinal-dekan z močnim glasom obrazec, ki končuje volitveni dej: »Ali sprejmeš izvolitev, po kateri boš cerkvenopravno papež?« Minute trajajoča tesnobna tišina, izpolnjena s ponižnostjo, strahom, vero in zaupanjem, nas prevzema. Nato pride počasi latinski odogovor, čigar pomen bi lahko izrazili v naslednjih besedah: 'Jaz se nočem ustavljati Božji volji in se ne mislim prestrašiti bremena, ki ga hoče položiti na moje rame. Naj mi ne bo očitano, da nisem znal ceniti volitev mojih bratov po službi, ki so opravili svojo dolžnost.' Čeprav se še preveč zavedam svoje nevrednosti, volitve sprejemam.'
'Katero ime hočeš odslej nositi?' je nadaljeval kardinal-dekan. Globoka ginjenost duši sicer tako jasen glas papeža. Njegovega odgovora v posameznostih sicer ne morem razumeti, vendar izraža v glavnih črtah po smislu tole vsebino: 'Pod papeževanjem Pija IX. sem bil sprejet v naročje katoliške Cerkve, in v ta čas padajo tudi moji prvi koraki v moji cerkveni službi. Pij X. me je poklical v Rim. Ime Pij pomeni mir. Tudi jaz hočem svoje moči posvetiti pomiritvi sveta, kar si je zadal za nalogo že moj predhodnik, Benedikt XV.'«
Prva njegova odločitev, da podeli apostolski blagoslov urbi et orbi z zunanje lože Bazilike sv. Petra, ki je izzvala nepopisno navdušenje zbrane množice, je nakazovala, da želi doseči spravo z italijansko državo in prenehati s položajem »vatikanskega jetnika« kot njegovi štirje predhodniki, ki so podeljevali blagoslov znotraj Bazilike; zadnji je podelil tak blagoslov zunaj Pij IX. 1846.
Posvečenje in kronanje je prejel na nedeljo, 12. februarja. Ob tem dogodku je veliko število veleposlanikov in drugih predstavnikov raznih dežel izpričalo, kak ugled je pridobilo papeštvo med zadnjimi leti papeževanja Benedikta XV. zlasti zaradi njegovih vztrajnih in nepristranskih mirovnih prizadevanj.

### Konkordati
Odnose med svetim sedežem in posameznimi državami je urejal papež s številnimi konkordati: 1922 z Letonijo, 1924 z Bavarsko, 1925 s Poljsko, 1927 z Romunijo in Litvo, 1929 s Prusijo, 1932 z Badnom, 1933 z Avstrijo.
1937 so imele nuncija – glede na Annuario Pontifico – že naslednje države:
Argentina, Avstrija, Belgija, Bolivija, Brazilija, Češkoslovaška, Čile, Kolumbija, Kostarika, Nikaragua, Panama, Kuba, Estonija, Francija, Nemčija, Guatemala, Haiti, Honduras, Salvador, Irska, Italija, Jugoslavija, Latvija, Paragvaj, Peru, Poljska, Madžarska, Portugalska, Dominikanska republika (San Domingo), Romunija, Švica, Venezuela in Ekvador.

#### Konkordatna kriza
1935 je bil podpisan tudi z Jugoslavijo konkordat, ki naj bi katoličane v pravicah izenačil s pravoslavnimi, kar pa je naletelo na hud odpor pri patriarhu Varnavu in njegovi duhovščini, saj je dotlej bila Srbska pravoslavna Cerkev kot izrazito »jugoslovanska« privilegirana. Ne glede na to, da je bil gonilna sila tega nasprotovanja verjetno škof Velimirović, ni znano, da bi patriarh pokazal do take za državo škodljive usmeritve kako nestrinjanje. Vsekakor pa je v zvezi s temi tragi-komičnimi dogodki še veliko neraziskanega. Za Novo leto 1937 je hotel izdati poslanico, v kateri je konkordat označil za pogodbo s „črnim poglavarjem črne internacionale“ in pozval ljudstvo, naj se dvigne kot „vojska božja proti vojski satanski“. Oblasti so prepovedale tiskanje brošure, patriarh je nenadoma zbolel, pa so razširile govorice, da je bil zastrupljen. 19. julija je bilo glasovanje o spornem sporazumu; pravoslavno vodstvo je istega dne sklicalo prepovedani shod, ki naj bi bil namenjen za molitve za zdravje bolnega patriarha, a se je sprevrgel v spopad z žandarmerijo, v Krvavo procesijo (Krvavo litijo). Tega dne je bil konkordat v skupšini sicer izglasovan, vendar zaradi Konkordatne krize nikoli ratificiran. Da bi bila napetost - ki se je sčasoma vendarle polegla - še hujša, je istega večera patriarh umrl. Britanski zgodovinar Malcolm (*1956) je o teh balkanskih zdrahah dejal:
"Največja razdiralna sila v jugoslovanski politiki teh let je bil srbski nacionalizem: Srbi so, nahujskani od Pravoslavne cerkve, s hudimi demonstracijama uspeli preprečiti sklepanje "konkordata" med Jugoslavijo in Vatikanom leta 1937." To je bil pravzaprav začetek konca Jugoslavije.

#### Lateranski sporazumi
Pod Pijem XI. so uredili več kot pol stoletja staro »rimsko vprašanje«, ki je trajalo od prestrela Porta Pia 20. septembra 1870. Dolgotrajni pogovori so se začeli že takoj ob papeževi izvolitvi. 11. februarja 1929 so predstavniki Svetega sedeža in Kraljevine Italije podpisali lateransko pogodbo, s katero so ustanovili neodvisno državo vatikanskega mesta, katere vladar je papež, ki ima vso zakonodajno, sodno in izvršno oblast. Površina te države znaša 0,45 km2.
Katoliška vera je postala državna vera v Italiji ter je uživala posebno varstvo in velike ugodnosti: vpeljan je obvezen šolski verouk, v državne ustanove so vrnili križe, papež in kardinali so uživali varstvo kot knezi; dovoljene so bile tudi druge veroizpovedi kot židovska, valdenska, evangeličani...
S konkordatom, podpisanem v Lateranski palači, ki se sestoji iz treh ločenih določil, je dobil torej Sveti sedež nesporno oblast (suverenost) nad Vatikansko državo, in mednarodno-pravno samostojnost kot enklava v mestu Rimu; papež se je odpovedal zahtevam po obnavljanju nekdanje Papeške države in je priznal Italijansko kraljestvo z glavnim mestom Rimom. V zameno za izgubljena ozemlja in kot pomoč v prehodnem obdobju je vlada jamčila 750 milijonov lir v denarju, in 5% letne obresti od vložene milijarde. Po prvem členu Statuto Albertino je postala katoliška državna vera v Italiji ter je uživala posebno varstvo in velike ugodnosti; škofje so sicer morali priseči zvestobo italijanski državi, vendar so kleriki spadali pod cerkveno sodišče; cerkveno poroko je priznala tudi država, postopek za ničnost je potekal pred cerkvenim sodiščem; verouk, "temelj in krona javnega pouka", je postal obvezen v osnovnih in srednjih šolah. Za fašistični režim so postali Lateranski sporazumi dragoceno priznanje zakonitosti pred svetovno javnostjo.
V znamenje sprave je naslednjega julija papež z evharistično procesijo vstopil na Trg svetega Petra, kar se ni zgodilo od časov Porta Pia (1870). Prvič je pa izšel iz vatikanskega ozemlja 21. decembra istega leta, ko se je papež zgodaj zjutraj odpravil, v spremstvu italijanskih policajev na kolesih, v Lateransko baziliko, da sprejme uradno v posest svojo stolnico.
V prvem obdobju je papež bil navdušen, saj je to pomenilo velik napredek od obnašanja prejšnjih proticerkvenih liberalnih vlad; vendar je Pij XI. polagoma spreminjal mnenje, kajti najprej Mussolini, pozneje pa še bolj Hitler, sta hotela popolnoma podjarmiti mladinsko vzgojo od vrtca do univerze ter začela razglašati rasistične nauke. Papež je v zvezi s tem že obsodil nacizem (1937). Ko je že imel pripravljeno za objavo hudo obsodbo fašizma in njegov rasizem ter zlasti protisemitizem, ga je prehitela bolezen in smrt.

#### Konkordat sTretjim rajhom
S pomočjo državnega tajnika E. Pacellija je dokaj hitro sklenil Sveti sedež tudi konkordat s Tretjim rajhom. Na papirju je bil pravzaprav za Cerkev še ugodnejši od Lateranskih sporazumov; v praksi pa ga je Hitler že kmalu začel kršiti zaradi svojega svetovnega nazora. Nacizem je namreč skušal "ponemčiti" krščanstvo v njegovih temeljih; najbolj z očitkom, da Pavlovo židovsko krščanstvo slabi človeško možatost. Nacional-socialistično gibanje je temeljilo zlasti na dveh delih: na Hitlerjevem  Mojem boju, kakor tudi na Rosenbergovem Mitu 20. stoletja
Na tej ideologiji je temeljila nravna in državljanska vzgoja nemške mladine; Pij XI. jo je označil za državno, nravno in družbeno novopoganstvo. Tej sprevrženi usmerjenosti je papež zoperstavil učenje katoliške Cerkve, v kateri je prostora za vse narode in vsa ljudstva; zoper preganjanje katoličanov in Židov je papež nastopil zlasti z okrožnico Mit brennender Sorge 14. marca 1937, ki so jo ali tiskali v Nemčiji ali jo tja pretihotapili in hkrati brali po vseh župnijah – vendar se je preganjanje le še stopnjevalo.
Papež je trdo prijel avstrijskega kardinala Innitzerja, ki je ob Anschlussu – ko je bila priključena Avstrija nemškemu Rajhu 1938 – navdušeno pozdravil Hitlerja.

### Trisveta leta
Pij XI., ki si je kot vodilo svojega pontifikata zastavil geslo: »Kristusov mir v Kristusovem kraljestvu«, je po strahotah prve svetovne vojne z vsemi močmi deloval za mir med narodi. Temu namenu je podredil praznovanje svetega leta 1925. V Kristusu, kralju vesoljstva, knezu miru, je videl najboljše zagotovilo za mir v svetu, zato je 1925 uvedel praznik Kristusa kralja, ki naj se po vsej Cerkvi praznuje zadnjo nedeljo v oktobru.
Pij XI. je razglasil še dve jubilejni leti: 1929 ob svoji zlati maši in 1933 ob 1900-letnici Kristusove smrti.
Da bi prenova v Kristusovem duhu zajela celotno človeško družbo, je spodbudil katoliško akcijo, ki naj bi popolnoma nepolitično povezovala verne ljudi vseh slojev in starosti. Leta 1922 je z okrožnico Ubi arcano Dei dal velik pomen temu gibanju.

## Okrožnice
Za seznam okrožnic Pija XI. glej Seznam papeških okrožnic.
Področja njegove dejavnosti dobro osvetljujejo njegove okrožnice.
- 1930 je napisal okrožnico o krščanskem zakonu in družini Casti connubii, kjer podaja krščanski nauk o družini; med drugim navaja, da je prepovedano načrtovanje družine z uporabo umetnih preprečevalnih sredstev ali s splavom.
- 1931 je ob 40-letnici socialne okrožnice Leona XIII. Rerum novarum objavil svojo okrožnico Quadragesimo anno, s katero je predstavil nove poglede Cerkve na socialna vprašanja. Po eni strani je poudaril pravico do zasebne lastnine, po drugi strani pa je izrazil zahtevo, da moraj delodajalci delavce zadostno plačevati, da bodo mogli oskrbovati sebe in svoje družine.
- 1926 je pisal o misijonski dejavnosti Cerkve,
- 1931 o krščanski vzgoji,
- 1935 o duhovništvu.

1937 je papež izdal okrožnico Divini Redemptoris, s katero je odločno obsodil brezbožni komunizem, o čigar proticerkvenem delovanju so prihajale vznemirljive novice iz Mehike in Španije, pa tudi sam je doživel napad boljševikov na Varšavo, ko je bil tam nuncij.
Nekaj dni pred tem pa je izdal tudi okrožnico Mit brennender Sorge (S pekočo skrbjo), s katero je prav tako odločno obsodil nacizem, ki je razglašal malikovanje arijevske rase, preganjanje drugih narodov in zlasti antisemitizem.

Znana je njegova izjava skupini belgijskih romarjev 6. septembra 1938, ki sicer ni bila objavljena v uradnih dokumentih, a so jo prenesli belgijski in drugi časopisi: 
»V duhovnem pogledu smo mi semiti«.

#### Versko preganjanje
V nekaterih državah je Cerkev v času Pija XI. trpela hudo preganjanje, npr. v Rusiji, Španiji, na Češkoslovaškem, v Mehiki. Kljub začetnemu videzu, da bosta konkordata z Italijo in Nemčijo prinesla veliko korist vernikom, sta Mussolini in Hitler začela kršiti določbe konkordata, zlasti na področju mladinske vzgoje. V Nemčiji je nastopilo pravo preganjanje katoličanov, ki se niso strinjali z rasistično in zlasti protisemitsko nacistično politiko, kakor tudi ne s preganjanjem Židov. Mussolini je prišel na oblast 1922, Hitler pa 1933. Zadnja leta Pijevega pontifikata so zato potekala v morečem ozračju, ki je napovedovalo novo vojno: prav po daljnovidnem napovedovanju njegovega predhodnika Benedikta XV.. Pij XI. je umrl nekaj mesecev pred začetkom druge svetovne vojne.

### Misijonsko in ekumensko delovanje
Misijonsko dejavnost je nadaljeval v smeri, ki jo je zarisal njegov predhodnik Benedikt XV.: V misijonskih deželah naj bi vodstvo Cerkve postopno prevzela domača hierarhija; s tem namenom je sam posvetil v škofe celo vrsto duhovnikov iz misijonskih dežel, npr. s Kitajskega, Vietnamskega, Afrike.
Skušal je navezati redne stike z anglikansko in pravoslavno Cerkvijo, vendar ta prizadevanja niso obrodila sadov.
Za svetnike je razglasil Terezijo Deteta Jezusa, Petra Kanizija, Don Boska, Alberta Velikega, Konrada iz Parzhama, arškega župnika Janeza Vianeja, angleška mučenca Tomaža Mora in Janeza Fisherja in številne druge; skratka – med svetnike je prištel toliko bogovdanih mož in žena, kolikor do njega še nihče; v tem ga je prekosil doslej le papež Janez Pavel II..

### Papeška akademija znanosti
1937 je ponovno ustanovil Papeško akademijo znanosti z namenom, da bi jo spremenil v znanstveni senat Cerkve. Kot nasprotnik kakršnegakoli narodnostnega ali verskega zapostavljanja je imenoval več kot 80 akademikov iz različnih dežel, le na temelju panoge njihovega raziskovanja. V njegovo čast je Janez XXIII. ustanovil svetinjo Pija XI., ki jo svet Papeške akademije znanosti podeljuje mladim vedežem pod 45 let starosti, ki so se odlikovali na mednarodni ravni.

### Pij XI. in Slovenci
Ozemlje goriške nadškofije je po prvi svetovni vojni 1918 zasedla Italija in ji pripojila dekaniji Idrijo in Vipavo, začasno je goriški nadškof upravljal še dekanije Trnovo Postojno in Trbiž s Kanalsko dolino. Goriškim metropolitom sta ostali samo dve sufraganski škofiji: tržaško- koprska in poreško-puljska.
Krška škofija, kjer je takrat živelo veliko Slovencev, in je zajemala takrat celo Koroško, je skoraj v celoti podpadla pod Avstrijo in je trpela hudo ponemčevanje. Ljubljanska škofija je postala neposredno podrejena Svetemu sedežu.
Tudi lavantinsko škofijo so izločili iz salzburške metropolije in jo podredili neposredno Svetemu sedežu. Vse do takrat so lavantinsko-mariborske škofe imenovali salzburški nadškofje, leta 1923 pa je za Mihaelom Napotnikom za novega mariborskega škofa imenoval Pij XI. nekdanjega tržaško-koprskega škofa Andreja Karlina, ki so ga fašisti pregnali, a je bil sicer doma iz Stare Loke.
Z  apostolskim pismom Edocet nos z dne 8. junija 1929 je župnijsko cerkev v Rajhenburgu, ki je bila 1914 posvečena Lurški Materi Božji, povzdignil papež Pij XI. na čast bazilike; tako so postali obisk, molitev in pobožne vaje v tej Baziliki Lurške Matere Božje deležni posebnih milosti in odpustkov.

## Smrt in spomin

### Nasilna ali naravna smrt?
Tri leta je že papež bolehal za srčno astmo  in aterosklerozo. Prej cvetoč od zdravja je komaj še opravljal številne dolžnosti. V začetku februarja je moral v posteljo z željo, da bi lahko še imel pomemben govor o človeških pravicah in enakosti vseh ljudi; vendar je umrl 10. februarja 1939 za srčnim infarktom.
Razširile so se govorice, da je Mussolini spodbudil njegovo smrt in da je ob njenem nastopu olajšano vzdihnil rekoč: »Naj se moja duša spočije v vašem podjetju!«
Pojavila se je teorija zarote. Na dan 11. februarja 1939 je namreč papež ob desetletnici Lateranskih sporazumov, šestdesetletnici mašništva in dvajsetletnici škofovstva, hotel pred vsemi povabljenimi italijanskimi škofi ostro obsoditi fašizem in njegovo kršenje sporazumov v Italiji, zlasti pa še antisemitizem in versko preganjanje v Nemčiji. V nekaterih zasebnih nagovorih je že prej zaradi rasističnih zakonov primerjal Mussolinija s Hitlerjem (kar je tega hudo razjezilo), oba pa z Neronom. Po nekaterih govoricah naj bi ga tik pred zdajci umoril njegov osebni zdravnik, oče dučejeve ljubice Clarette. Poleg tega so odkrili, da iz njenega dnevnika manjkajo ravno listi iz tega obdobja, ki so iztrgani. Pa tudi okrožnica, s katero je hotel papež obsoditi antisemitizem, in je bila že natisnjena za delitev škofom, je bila uničena. Nekatere njene dele je navedel leta pozneje Janez XXIII. Po uradni verziji je papež Pij XI. umrl naravne smrti.
Teh dogodkov se dobro spominja tudi njegov pranečak Ferruccio, čigar starši so imeli prednosten pristop k »stricu papežu«; on pravi takole: 
Papež Achille Ratti je z odločnostjo obsodil nacistično stranko, često pozabljajoč nauke zgodovine (o previdnosti). To je storil z uradno listino, ki je bila prevedena tudi v nemščino. Pripravljal se je, da bo izrekel isto grajo zoper fašizem. Tedaj ga je po nenadni smrti nasledil Pij XII., njegov miljenec (delfino). Nekateri so celo domnevali, da ga je kdo zastrupil. Na večer svoje smrti ja papež Ratti imel ob svoji strani svojo oporo: imenoval se je Petacci, oče Clarette.
Resni viri na splošno postavljajo to pod vprašaj: »Pravzaprav je plod novinarske domišljije, in nima ničesar skupnega z zgodovinskimi dejstvi trditev, da naj bi papeža umoril s smrtonosno injekcijo po Mussolinijevem naročilu njegov hišni zdravnik Petacci. Duce naj bi bil tako preprečil papeževo objavo (enciklike zoper fašizem). Doktor Petacci je bil sicer res oče Mussolinijeve ljubice Clare, ki je najbrž vohunil pri papežu v prid fašistov.
Ozračje skrivnosti je vladalo v zadnjih dneh okoli papeževe bolezni; - kljub izredno težkemu stanju so na papeževo zahtevo morali do zadnjega poročati, češ "da mu je dobro". Zato je "nenadna smrt" zbudila razna ugibanja in sum o njegovi zastrupitvi, kar pa ni podprto z nobenim dokumentom. Kardinal Tisserant je sicer res izjavil: »Umorili so ga!« Nihče pa ga ni vprašal po dokazih. Zdravnik Petacci je bil takrat tudi sam bolan; šele takoj po smrti je imel dostop do zasebne papeževe sobe in je bil zadolžen za posege, ki so bili potrebni za ohranitev trupla.

### Pokop
Telo Pija XI. so glede na papeške pogrebne predpise položili najprej v leseno krsto, nato v bronasto in nazadnje v svinčeno skrinjico. Trugo je okrasil kipar Antonio Berti. Pij XI. je bil pokopan v "Papeške grobnice" pod Baziliko sv. Petra 14. februarja 1939, v "Kapelo sv. Sebastijana", tik "Groba svetega Petra.
Pij XI. je bil torej pokopan v kripti pod cerkvijo prvega papeža svetega Petra. V tej isti grobnici je pozneje bival Janez XXIII., nato Janez Pavel II., nazadnje pa zaslužni Benedikt XVI.. Grobnico so ponovno odprli za javnost 8. januarja 2023.

### Spomin

#### Podoba vCerkvi Srca JezusovegavGorici
Papež Pij je povezan tudi z Gorico in sicer z jezuitsko cervijo Srca Jezusovega.
Na gradnjo Cerkve Srca Jezusovega v Gorici so začeli misliti že 1891 in je zanjo napravil veličasten načrt s kupolo visoko 36 m že 1897 Anton Laščak, a ni bilo dovolj denarja. Na pobudo kardinala Misija so dela le stekla, da je 2. decembra 1911 nadškof Sedej položil temeljni kamen; zgradili so pet metrov v višino in zvonik. Prva svetovna vojna je prinesla ruševine, zato so 1922 obnovili le kripto. Zaradi pomanjkanja sredstev so pozneje sprejeli četrti in zelo poenostavljeni načrt Fabianija; cerkev je zgradilo podjetje Medeot iz bližnjega Moša pod vodstvom inž. Del Nerija (1886-1964), posvetil pa jo je 15. junija 1938 nadškof Margotti, kar je bilo povezano z velikim slavjem, ki mu je prisostvoval kardinal in bolonjski nadškof Rocca; slovesnosti so dosegle vrhunec, ko so na Sveti gori obhajali četrto stoletnico Marijinih prikazovanj.
V cerkvi je za oltarjem velika podoba v apsidi, visoka 6 metrov, ki je delo goriške slikarke Eme Galovič (poitalijančeno Emma Galli; 1893-1982). Na njej je prikazano vladajoče Srce Jezusovo, ki kraljuje nad oltarjem, nad njim sta kelih in hostija z žarki, ob strani sv. Marjeta Marija Alakok in sv. Klavdij de la Colombière, na levi spodaj papež Pij XI. s tiaro in ogrnjen z zlatim plaščem; ponuja kraljevsko krono Kristusu-Kralju; na desni pa goriški nadškof Margotti z mitro predstavlja maketo cerkve.

#### Planinska poimenovanja po papežu hribolazcu
1. En vrh v Alpah se nahaja v Dolini Aoste (Valle d'Aosta). Špik še ni imel imena, ko se je nanj prvič povzpel 4. junija 1922 opat Henry di Valpelline, ter ga krstil “Punta Ratti”, v čast malo prej izvoljenemu papežu;
2. drugi je “Picco Ratti”, najvišji greben SSV od Pizzo d'Intermesoli (2635m, grmada Gran Sasso) v Apeninih.
3. Po njem so poimenovali planinci 15. avgusta 1926 tudi zavetišče Rifugio Pio XI (2545m) na slemenu Vallelunga, v skupini Palla Bianca (3739m).[97][98]
4. Kot prvi se je povzpel na Signalkuppe (4559m) vzdolž vzhodne stene, kakor tudi po nevarni smeri na Mont Blanc (4810m), ki nosi njegovo ime.[99][100]
5. V Čilu obstaja v Patagoniji ledenik, ki je imenovan po Piju XI..[101][102] Ledenik Pija XI. je bil znan tudi kot Ledenik Brüggen [103][104]
6. Škof T. Pearson[105] je 1940 ustanovil Achille Ratti Climbing Club (Hribolaško društvo Achille Ratti), ki ima svoj sedež v Angliji in nosi ime po papežu Piju XI., ki je bil tudi sam izvrsten hribolazec, plezalec in planinec.[106][107]

## Ocena

### Fides intrepida
Malahijeva prerokba označuje Pija XI. kot Fides intrepida. Geslo Neustrašna vera povezujejo viri z neustrašenostjo, odločnostjo in drznostjo Pija XI., ki je odločno obsodil nacionalistični Mussolinijev fašizem, Hitlerjev nacionalsocializem, kakor tudi Stalinov brezbožni komunizem; s tem reklom je odlično označil delovanje Pija XI. Izredno pogumna je bila zlasti njegova okrožnica Mit brennender Sorge (proti nacizmu).. Njegova zadnje že pripravljena okrožnica je bila Humani Generis Unitas; izreči jo je nameraval vsem italijanskim škofom, zbranim v Rimu ob desetletnici Lateranskih sporazumov 11. februarja 1939 – vendar ni bila objavljena zaradi njegove smrti dan poprej. V tej izredno ostri obsodbi fašizma primerja Mussolinija Hitlerju, oba pa preganjalcu kristjanov Neronu; potemtakem je označba Fides intrepida več kot ustrezna.

### Poštenjak in učenjak
Pij XI. je bil preprost, preudaren značaj moške poštenosti, nenaklonjen zgolj navideznemu in pozunanjenemu onegavljenju. Združeval je v sebi modrost, temeljitost, smotrnost in odločno žilavost s krepkim zaupanjem v Boga.Njegov način delanja je bil počasen in previden, varčen v besedah, osredotočen na bistveno. Skozi mnogo let so ga označevali kot učenega zgodovinarja. On je bil prvi v pravem smislu, celostno izobraženi papež od Benedikta XIV.. Obema papežema so odprli pristop do duhovne širine predvsem zgodovinski študiji. V prid je bila Piju XI. pri tem izrazita nadarjenost za jezike. Z grščino in hebrejščino si je bil domač od svojega bogoslovnega izobraževanja; oba jezika je moral pozneje poučevati na milanskem vseučilišču. Svojo italijansko materinščino je obvladoval vse do zadnjih stilističnih podrobnosti. Razen tega je govoril tekoče več jezikov. V latinščini in francoščini se je tekoče izražal, saj ju je med svojim triletnim bivanjem na Poljskem stalno uporabljal. Že med bogoslovnim študijem se je naučil nemščine in jo vadil z občevanjem s švicarskimi kleriki, ki so po stari navadi obiskovali milansko bogoslovje. Pij XI. je govoril lepo nemščino, da je pogosto pobudil občudovanje. Poljska, španska, portugalska in angleška besedila je znal dobro brati in v teh jezikih povedati nekaj stavkov romarskim skupinam.

### "Pogodba shudičem"
Pijeva cerkvena politika se je odlikovala s treznim pogledom na življenjske stvarnosti. Kakor se hribolazec zavaruje s svojimi vzpenjalnimi klini, tako se je on trudil ustvariti čvrste osnove s pomočjo konkordatov in pogodb. Največja zasluga Pija XI. je rešitev starega spora z italijansko vlado. 11. februarja 1929 je sklenil Lateranske sporazume, ki so papeža osvobodili njegovega prostovoljnega ujetništva in vzpostavili njegovo polno suverenost nad malo Vatikansko državo.
Kertzer pa papežu očita, da se je preveč naslonil na fašizem in mu s tem pomagal do učvrstitve. Njegova knjiga Pogodba s hudičem opisuje odnos Pija XI. z Mussolinijem in sklepa, da sta si bila v marsičem različna, vendar sta imela tudi mnogo skupnih točk. Zato je bilo sodelovanje obema koristno in sta lahko rešila pereče »rimsko vprašanje«. Cerkev je pridobila veliko ugodnosti, Vatikan je postal suverena država; pa tudi dučejev ugled v tujini je zrastel, a v domovine se je njegov položaj okrepil. Zato pisatelj meni, da je bila to »pogodba s hudičem« in dela zaključek: brez sporazuma s fašizmom bi bili Lateranski sporazumi nemogoči.
Mussolini je bil - čeprav salezijanski gojenec - kot nacionalist proticerkveno usmerjen; znano pa je njegovo reklo, da so vsi trinogi, ki so Katoliško Cerkev preganjali, žalostno končali. Ni bil torej zagrizen nasprotnik. Ko je opazil priložnost povezave s Cerkvijo, je dal Vatikanu, kar je on zahteval čez petdeset let: da je treba končati ločitev Cerkve od države. Papež pa mu je dal zakonitost, ki je ni imel. Pisatelj Kertzer pa vendarle priznava, da se je prvotno papeževo navdušenje »nad človekom, ki ga je poslala Previdnost«, ohladilo, ko je začel tudi Mussolini po Hitlerjevem obisku v Rimu spomladi 1938 uvajati rasistične zakone zoper Žide.
Papež je v javni avdienci postavil retorično vprašanje: »Kako le more biti sploh kak italijanski vodja tako željan posnemati firerja?« Tega očitka duče ni mogel mirno požreti in je rohnel: »Če Italijani še hodijo k maši, je to samo zato, ker sem jim jaz rekel. Če ne bi bilo mene, bi brezbožniki preplavili italijanske ceste, oskrunjali cerkve in morili duhovnike. Če v vsaki šoli in sodni dvorani visi križ na steni, in duhovniki poučujejo verouk v vseh javnih šolah v Italiji, je to bilo zato, ker sem jaz zapovedal…« Pisatelj bi želel zvrniti krivdo za »nenadno« papeževo smrt na dučeja, vendar obžaluje, da za to ni mogel najti dokazov.
Lahko pa rečemo, da je bil bolj sporen od italijanskega - ki je Cerkvi in katoličanom bil vsestransko koristen in se ga je država na splošno držala - vsekakor konkordat z Nemškim rajhom 20. julija 1933. Ne smemo pa soditi teh konkordatov osamljeno, kot večinoma delajo. Ko je Hitler 1933 prevzel oblast v Nemčiji, so namreč izgubili smisel malo prej sklenjeni sporazumi z Bavarsko, Prusijo in Badenom (saj niso več obstajali kot samostojne države) – in zato je bilo logično, da je Sveti sedež rad sprejel Hitlerjevo ponudbo po sklenitvi novega konkordata. Pij XII. je pozneje (19. julija 1947) nazval ta konkordat »poskus, da se rešijo konkordati z nemškimi pokrajinami in da se pri tem razširijo prostorno in vsebinsko v popolnoma neznano prihodnost.« Ker je Vatikan kritično gledal na divjega in neobvladanega Hitlerja, ga je hotel umiriti z vezanjem na pravno pogodbo. Mar mu ni to nekako istočasno uspelo z Mussolinijem? Lateranski sporazumi in konkordat z Italijo so v veliki meri odstranili težave med državo in Cerkvijo. Poleg tega nacistična prevara še ni bila očitna kot je postala pozneje in je veljalo še vedno mednarodno pravilo o spoštovanju pogodb: »Pacta sunt servanda«. 
»Kolikorkoli je ta resnica sramotna ravno za nas Nemce«, se sprašuje nemški zgodovinar Franzen – ko da je že 1968 predvideval prihodnje Kertzerjeve očitke - »moramo vendarle priznati, da ravno mi Nemci nimamo pravice kritizirati Vatikana zaradi njegove politike konkordatov. Ko je Pij XI. pozneje uvidel prevaro (Hitler je začel kršiti sporazume že takoj v začetku) – je bilo to eno njegovih najbridkejših spoznanj. Izrazilo se je v številnih protestnih notah naslovljenih vladi Reicha in v krepki zgovornosti njegove okrožnice 'S pekočo skrbjo' ('Mit brennenden Sorge') z dne 4. marca 1937.«  Posledice tega drznega dejanja so bile uničujoče: zapiranje katoliških šol, zaplenitev tiskarn, ki so okrožnico tiskale, procesi zoper "pedofilske redovnike", izstop iz Cerkve več kot 100.000 Hitlerjevih simpatizerjev, sploh vedno hujše preganjanje katoličanov. Zato je bil to zelo smel, pa tudi edini tovrstni nastop zoper nacizem, ki so ga odobravali pošteni kristjani - tako katoličani kot protestantje, pa tudi mnogi v tujini.
Ravno na nemškem spletju pa tudi danes mrgoli odklonilnih sodb o Piju XI. ter zgražanje nad Mussolinijem  (ne pa toliko nad Hitlerjem), čeprav ta po zvijačnostih, prevarah, verolomnostih in uporabi nasilja ni segal svojemu nemškemu vzorniku niti do kolena.

#### Hitlerjev obisk pri Mussoliniju
Hudič pa navadno ne nastopa osamljen, ampak si uspešno pridobiva pomočnike. Tak je bil tudi Hitler, ki je 3. maja 1938 prišel na uradni obisk v Rim k Mussoliniju, da bi utrdil zavezništvo med silami osi in hujskal k antisemitizmu. Papež Pij XI. se je  previdno umaknil v Castel Gandolfo; italijanskim škofom je obenem prepovedal udeležbo na sprejemih in ukazal vatikanskemu dnevniku »L'Osservatore Romano«, naj obiska niti ne omenja.
Čeprav je večina uspelih in znanih pikrih zbadljivk-„paskvinat“ iz prejšnjih stoletij, imamo tudi v novejšem času primere, ko se je Rimski govoreči kip Paskvin oglasil o pravem času. Tudi maja 1938 se je drznil – sicer zelo obzirno – zmrdovati nad Hitlerjem med njegovim obiskom Rima, ki je bil ves okrašen in oblepljen z nacističnimi in fašističnimi zastavami:
| Povera Roma | Ubogi Rim |
| --- | --- |
| »Povera Roma mia de travertino te sei vestita tutta de cartone pe' fatte rimira' da 'n imbianchino venuto da padrone!« | »Moj ubogi travertinski Rim! Ves si oblečen v karton, da te bo občudoval slikopleskar, ki je prišel kot tvoj gospodar!« |

### Razgledan in oblasten
Pij XI. je bil široko razgledan učenjak. Imel je pristop zgodovinarja; ni deloval lahkomiselno, ampak se je temeljito pripravljal in preučeval listine, preden je prišel do sklepa. Njegove okrožnice so obravnavale nekatera pereča vprašanja sodobnega časa: vzgojo mladine, zakon in družino, položaj duhovnikov. Vsekakor je ta premišljeni intelektualni značaj skrival v sebi izredno močne organizacijske in vodilne sposobnosti. Bil pa je oblasten in ni trpel, da bi se razpravljalo o njegovih ukazih; zato z njim ni bilo lahko sodelovanje tako zaradi njegove miselnosti kot zaradi njegovih čestih izbruhov jeze. V cerkvenem življenju se je še bolj kot njegovi predhodniki osredotočil na centralizacijo Cerkve, kar ga je pripeljalo do spora z Mussolinijem, a še bolj s Hitlerjem. Ko je zvedel, da hoče le-ta obiskati Rim, se je umaknil v Castel Gandolfo ter dal zapreti Vatikanske muzeje v znamenje nezadovoljstva; izrazil se je, da z veliko žalostjo opazuje vihranje v Rimu križa, ki ni Kristusov, misleč na kljukasti križ. Za Pija XI. je nacistični totalitarizem odstranjeval človekovo zvezo z Bogom in uvajal državno ideologijo.
Zahteval je takojšnjo pokorščino: "prima di subito" ("prej kot takoj"). Zato ga je Pavel VI. označil za rex tremendae majestatis. Takemu Piju je uspelo v sebi združiti preudarnost z močnim zaupanjem v Boga ter z drznim optimizmom.

### Eden najpomembnejših papežev
Pij XI. se je dobro zavedal, kako krhko je stanje miru. Stalno si je prizadeval za ohranjanje miru in je umrl malo pred izbruhom Druge svetovne vojne, ki je uničila večino (njegovih) konkordatov. Kljub zunanjemu neuspehu se nam kaže Pij kot eden najpomembnejših in najsposobnejših papežev novega časa.
10. februarja 1939 je umrl Pij XI., papež Achille Ratti. Ob sedemdesetletnici njegove smrti (2009) zgodovinarji v njem vedno bolj odkrivajo velikega papeža in sicer papeža, ki je znal držati krmilo Cerkve vedno čvrsto, kljub tolikim perečim vprašanjem tistih let; kot na primer vladavina fašizma, nacizma, Španska državljanska vojna in Mehiška revolucija (s preganjanjem vernikov v vseh teh totalitarnih režimih).
V povzetku lahko zgodovinar (1938) – ne da bi izključeval končno sodbo poznejših rodov – že zdaj ugotavlja: papeževanje Pija XI. prištevamo med najpomembnejša v cerkveni zgodovini. Rojen pod Pijem IX., v Rim prispel zopet pod Pijem, je tudi sam kot nosilec Pijevega imena vstopil v stopinje svoji velikih predhodnikov. Velik nravni ugled sedanjega nosilca tiare je izliv resne, odgovorne, duhovno visoko izobražene in globoko pobožne osebnosti Pija XI., v kateri je povezana naravna očetovska dobrota, neizčrpna radodarnost in splošna razgledanost. Ima pa tudi svojo stvarno utemeljitev v storitvah (uspehih) na cerkvenem in dušnopastirskem področju. Pogosto je sedanji papež povzdignil svoj glas glede perečih vprašanj zakona, družine, vzgoje, družbene ureditve in katoliškega delovanja (katoliške akcije). Dvanajst meddržavnih sporazumov in konkordatov je bilo sklenjenih med njegovim pontifikatom. Najvažnejši dogodek pa je končna rešitev Rimskega vprašanja in ponovna vzpostavitev mira z Italijo in s tem povezana ponovna izgradnja Vatikanske države -  kar se popolnoma ujema z njegovim geslom: Kristusov mir v Kristusovem kraljestvu.

## Slikovna zbirka
- Pij XI. na sedia gestatoria s tiaro
- Papež Pij XI. v svoji pisarni
- Papež na pravkar postavljenem mrliškem odru
- Papeževo truplo na »parah«
- Pij XI. se obrača na sv. Jožefa skupaj s havajskim škofom [126]